# Jouko Kuha
Jouko Santeri Kuha (* 30. September 1939 in Ranua) ist ein ehemaliger finnischer Leichtathlet, der 1968 im 3000-Meter-Hindernislauf einen Weltrekord aufstellte.
Kuha blieb 1962 mit 8:54,0 Minuten erstmals unter der Neun-Minuten-Grenze im 3000-Meter-Hindernislauf, 1964 siegte er bei der finnischen Meisterschaft. Im Jahr darauf gewann er die Landesmeisterschaft im Crosslauf und verbesserte sich über die Hindernisse auf 8:37,6 Minuten. Nachdem er 1966 zum zweiten Mal bei der finnischen Meisterschaft gesiegt hatte, verbesserte er bei den Europameisterschaften 1966 den finnischen Rekord auf 8:36,2 Minuten, konnte sich aber als Fünfter seines Vorlaufs nicht für das Finale qualifizieren. 1967 gewann er seinen dritten finnischen Meistertitel auf der Hindernisstrecke. In Stockholm verbesserte er seinen Landesrekord auf 8:29,8 Minuten und war damit 1967 hinter dem Belgier Gaston Roelants Zweiter in der Jahresweltbestenliste.
1968 gewann er mit der finnischen Meisterschaft im Crosslauf seinen letzten Titel. Am 17. Juli 1968 steigerte er in Stockholm den Weltrekord von Roelants um mehr als zwei Sekunden auf 8:24,2 Minuten, wobei Kuha eher langsam begann, aber auf den letzten tausend Metern über sechs Sekunden schneller war als Roelants bei seinem Weltrekord von 1965. Kurz nach seinem Weltrekord erkrankte Kuha an einer Halsentzündung, nach der Gesundung kam er nicht mehr in Form, so dass er nicht an den Olympischen Spielen in Mexiko-Stadt teilnahm. Die Form der Jahre 1967 und 1968 erreichte Kuha nicht wieder.
Kuha war der erste finnische Weltrekordler auf einer Olympischen Laufstrecke seit Pentti Karvonen 1955. Kuha galt in Finnland als Einzelgänger, weil er nicht mit anderen Läufern zusammen trainierte; er war der erste Finne, der im Winter zum Training in wärmere Länder reiste. Insgesamt absolvierte Kuha von 1958 bis 1995 170 Hindernisläufe, von 1962 bis 1976 lief er jedes Jahr unter neun Minuten. Bei einer Körpergröße von 1,71 Meter betrug sein Wettkampfgewicht 59 Kilogramm.

## Bestzeiten
- 1500 Meter: 3:46,3 Minuten
- 3000 Meter: 7:56,6 Minuten
- 5000 Meter: 13:47,8 Minuten
- 10.000 Meter: 29:07,0 Minuten
- Marathon: 2:32:26 Stunden
- 3000 Meter Hindernis: 8:24,2 Minuten